# Sabrina Hering-Pradler
Sabrina Hering-Pradler (* 16. Februar 1992 in Gehrden/Niedersachsen) ist eine deutsche Kanutin.
Sie begann 2003 mit dem Kanurennsport beim Hannoverschen Kanu-Club von 1921. 2013 und 2014 fuhr sie für Rheinbrüder Karlsruhe. Seit der Saison 2015 fährt sie wieder für Hannover.

## Karriere
Sabrina Hering war schon im Jugendbereich erfolgreich. 2008 war sie im Zweier-Kajak über 500 Meter Junioren-Europameisterin, 2009 in der gleichen Disziplin Junioren-Weltmeisterin. Ihre erste Medaille bei Meisterschaften in der Erwachsenenklasse gewann sie 2014 bei den Europameisterschaften in Brandenburg an der Havel, als sie zusammen mit Steffi Kriegerstein Bronze im Zweier-Kajak über 1000 Meter gewann. Bei den Weltmeisterschaften 2014 in Moskau belegte sie den fünften Platz im Zweier-Kajak über 500 Meter und den sechsten Platz mit der 4-mal-200-Meter-Staffel. Ein Jahr später siegte sie bei den Weltmeisterschaften 2015 in Mailand zusammen mit Steffi Kriegerstein im Zweier-Kajak über 1000 Meter, über 200 Meter erkämpften die beiden die Bronzemedaille.
2016 belegten Hering und Kriegerstein bei den Europameisterschaften in Moskau den zweiten Platz im Zweier-Kajak über 500 Meter hinter den Ungarinnen Gabriella Szabó und Danuta Kozák. Im Vierer-Kajak über 500 Meter siegten die Ungarinnen vor den Weißrussinnen, dahinter erhielten Franziska Weber, Steffi Kriegerstein, Sabrina Hering und Tina Dietze die Bronzemedaille. Herings bisher größter sportlicher Erfolg war die Silbermedaille hinter den Ungarinnen bei den Olympischen Sommerspielen 2016 im Vierer über 500 Meter zusammen mit Tina Dietze, Steffi Kriegerstein und Franziska Weber. Dafür wurde sie am 1. November 2016 mit dem Silbernen Lorbeerblatt ausgezeichnet.
Bei den Weltmeisterschaften 2017 in Račice u Štětí gewann der deutsche Vierer in der Aufstellung des Vorjahres Silber hinter den Ungarinnen. Sabrina Hering trat auch im Einer-Kajak über 500 Meter an und belegte den vierten Platz. 2018 belegte Sabrina-Hering-Pradler, wie sie seit ihrer Heirat 2017 heißt, im Viererkajak den sechsten Platz bei den Europameisterschaften. Im Juli 2018 wurde sie am Kreuzband operiert und konnte deshalb nicht bei den Weltmeisterschaften 2018 starten.
Hering-Pradler war Mitglied der Olympiamannschaft in Tokio und startete im Einer und im Vierer. Im Vierer-Kajak erreichte sie den 5. Platz.
Sie ist Bürokauffrau und arbeitet bei der Volkswagen AG.
2024 wurde sie in die Ehrengalerie des niedersächsischen Sports aufgenommen.

## Erfolge
- Olympische Spiele: 1 × Silber (2016)
- Weltmeisterschaften: 1 × Gold, 1 × Silber, 1 × Bronze (2015 und 2017)
- Europameisterschaften: 1 × Silber, 2 × Bronze (2014 und 2016)
- U23-Weltmeisterschaften: 3 × Gold, 1 × Silber (2013, 2014, 2015)
- U23-Europameisterschaften: 3 × Gold, 1 × Silber (2 Titel 2014)
- Junioren-Weltmeisterschaften: 1 × Gold, 1 × Silber (2007 und 2009)
- Junioren-Europameisterschaften: 1 × Gold, 1 × Silber, 1 × Bronze (2008 und 2010)[5]